# Петрово (Старозагорська область)
Пе́трово (болг. Петрово) — село в Старозагорській області Болгарії. Входить до складу общини Стара Загора.

## Населення
За даними перепису населення 2011 року у селі проживали 347 осіб.
Національний склад населення села:
| Національність   | Кількість осіб | Відсоток |
| ---------------- | -------------- | -------- |
| болгари          | 272            | 97,1%    |
| цигани           | 4              | 1,4%     |
| інша             | 0              | 0%       |
| Всього відповіли | 280            |          |

Розподіл населення за віком у 2011 році:
Динаміка населення: